# 1435
1435 (MCDXXXV) a fost un an comun al calendarului iulian, care a început într-o zi de sâmbătă.

## Evenimente
- 4 august: Bătălia de la Podraga. Luptă încheiată nedecisiv între Iliaș I al Moldovei și fratele său Ștefan al II-lea al Moldovei.
- Războiul de 100 de ani. Bătălia de la Gerberoy (Franța). Armata franceză, comandată de La Hire, înfrânge pe cea engleză, condusă de contele de Arundel.

## Nașteri
- Andrea del Verrocchio (n. Andrea di Michele Cioni), sculptor, aurar și pictor italian (d. 1488)

## Decese
- 24 septembrie: Isabeau de Bavaria, 64 ani, soția regelui Carol al VI-lea al Franței (n.c. 1370)